# 9220 Yoshidayama
9220 Yoshidayama (tên chỉ định: 1995 XL1) là một tiểu hành tinh vành đai chính. Nó được phát hiện bởi Takao Kobayashi ở Ōizumi Observatory ở Ōizumi, Gunma Prefecture, Nhật Bản, ngày 15 tháng 12 năm 1995. Nó được đặt theo tên Yoshidayama, a hill ở Sakyō-ku, Kyoto Prefecture, Nhật Bản.